# John Field-Richards
John Charles Field-Richards OBE (* 10. Mai 1878 in Penzance, Cornwall; † 18. April 1959 in Christchurch, Dorset) war ein britischer Motorbootfahrer.
Als Sohn eines kornischen Geistlichen geboren wurde John Field-Richards privat unterrichtet und studierte später am Keble College in Oxford. Obwohl er im Olympiabericht von 1908 nicht erwähnt wird, geht aus Medienberichten dennoch hervor, dass er gemeinsam mit Bernard Redwood Besatzungsmitglied auf der Gyrinus von Thomas Thornycroft bei den Olympischen Spielen 1908 in London war. Dort wurde er, gemeinsam mit Redwood und Thornycroft, zweifacher Olympiasieger im Motorbootsport, in der B-Klasse und in der C-Klasse, jeweils über 40 Seemeilen. In der B-Klasse, wo nur Boote mit maximal 20 Meter Länge teilnehmen durften, startete die Gyrinus gegen John Marshall Gorham mit der Quicksilver. Diese musste jedoch nach zwei Runden aufgeben, da Wasser in das Boot gelaufen war, sodass Field-Richards zusammen mit den beiden anderen Mitgliedern zum ersten Olympiasieger im Motorbootsport wurde.
In der tags darauf ausgetragenen C-Klasse durften die Boote nur sieben Meter lang sein und maximal 800 Kilogramm wiegen. Erneut startete die Gyrinus mit nur einem Konkurrenten, der Sea Dog von Warwick Wright. Doch auch diesmal musste der Rivale aufgeben, weil der Motor heißgelaufen war. Field-Richards und die Gyrinus wurden damit Doppel-Olympiasieger. Im letzten Wettbewerb, der A-Klasse, ging die Gyrinus nicht an den Start, es siegte der Franzose Émile Thubron.
Da Motorboot nach 1908 nie wieder eine olympische Sportart wurde, bleiben Field-Richards, Thornycroft und Redwood bis heute mit zwei Goldmedaillen die erfolgreichsten Athleten dieser Sportart.
Field-Richards war im Ersten Weltkrieg als Major Stabsoffizier im Hampshire Regiment und im Yorkshire Regiment. Nach dem Krieg wurde er mit dem Order of the British Empire ausgezeichnet.